# Giovanni Battista Caviglia
Giovanni Battista Caviglia (1770, Janov, Itálie – 7. září 1845 Paříž) byl italský cestovatel, námořník a egyptolog. Byl jedním z průkopníků egyptské archeologie své doby. Přispěl k poznání stavby velké Chufuovy pyramidy a Sfingy v Gíze poblíž Káhiry.

## Život
Narodil se v Janově v roce 1770 v době, kdy bylo město hlavním městem Janovské republiky. Stal se námořníkem a velkou část svého života strávil plavbou po Středozemním moři jako kapitán na obchodní lodi.

### Kariéra v Egyptě
Když se rozhodl zahájit svou kariéru jako badatel, nechal loď kotvit v Alexandrii a nabídl své služby různým sběratelům. Většinu svých vykopávek prováděl pro britského generálního konzula Henryho Salta.
Mezi lety 1816 a 1817 prozkoumal Velkou pyramidu v Gíze, kde učinil důležité objevy, včetně sestupné chodby s větrací šachtou, dna studny a nedokončené podzemní komory.

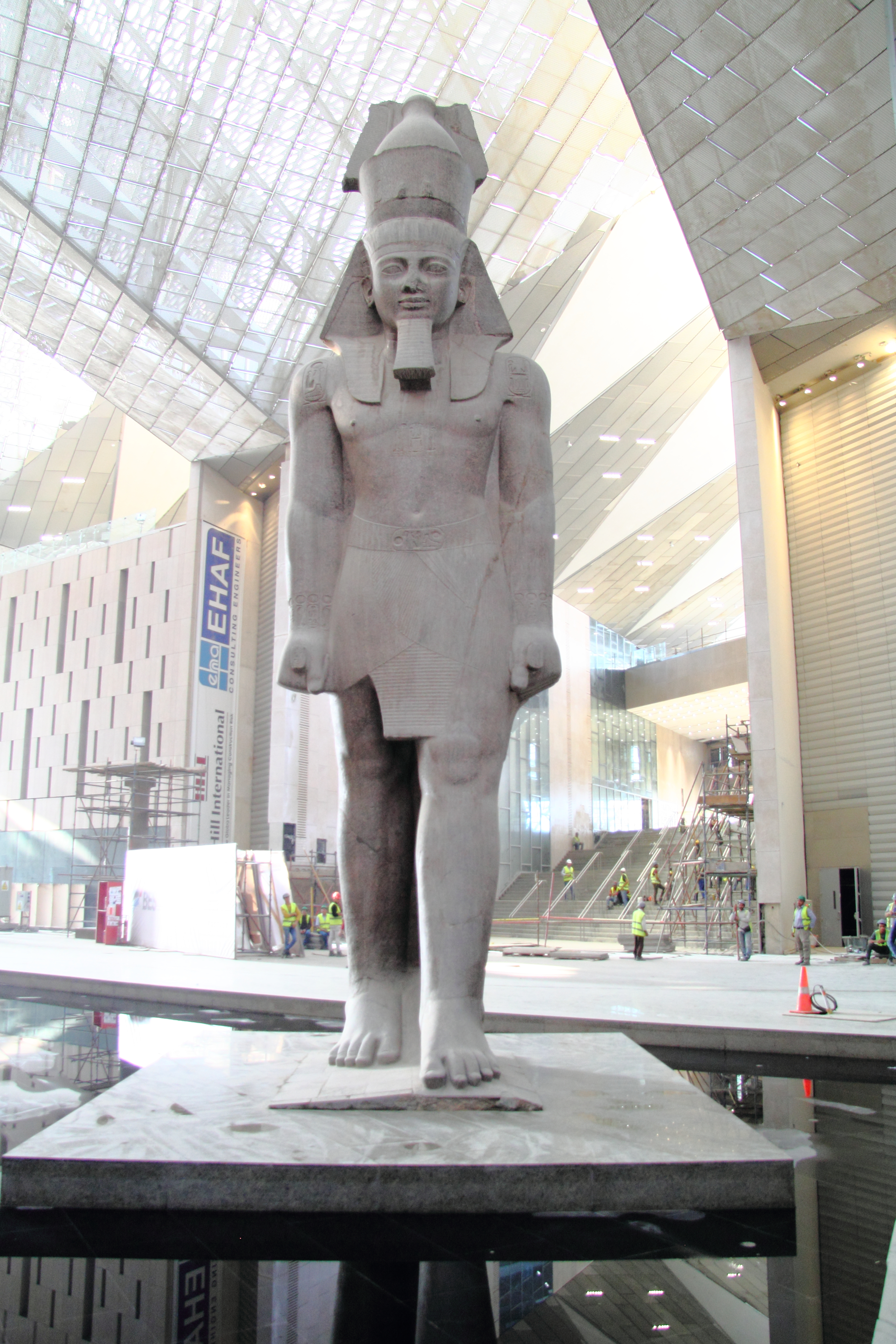
socha Ramesse II. v Egyptském muzeu

V roce 1817 ho Salt najal, aby vykopal Velkou sfingu v Gíze, která byla po staletí téměř úplně pokryta pouštním pískem. Poslední vykopávky kolem Sfingy byly provedeny v roce 160 n. l. na příkaz římského císaře Marka Aurelia. Caviglia zčásti vyčistil prostor kolem Sfingy a narazil na řadu staroegyptských artefaktů. Mezi předními tlapami objevil takzvanou Stélu snu z červené žuly s textem z doby Thutmose IV. V roce 1819 musel svůj výzkum přerušit.
Během vykopávek provedených v roce 1820 pro Brity ve starobylém hlavním městě Memphis nalezl torzo obrovské vápencové sochy Ramesse II. Ležící socha, i když postrádala nohy, měřila přes 10 metrů na výšku a byla zpola zabořena do bahna. Socha byla prostřednictvím egyptologa Ippolita Roselliniho nabídnuta velkovévodovi Leopoldovi II. Toskánskému, který nabídku odmítl kvůli obtížím a nákladům spojeným s přepravou. Egyptský paša Muhammad Alí ji poté daroval Britskému muzeu v Londýně, které nabídku ze stejných důvodů odmítlo. V roce 2018 byla socha po rekonstrukci provedené na dočasném místě přemístěna do vstupní haly Velkého egyptského muzea v Káhiře.
V roce 1835, když mu bylo již 65 let, ho britští egyptologové Richard William Howard Vyse a John Shae Perring najali jako asistenta pro své vykopávky v Gíze v pyramidách Chufua a Menkaureho. V roce 1837 vyčistili vchod do Velké galerie a otevřeli tak přístup do Královské komnaty ve Velké pyramidě. Cavaglia přitom používal velké množství střelného prachu a jeho zájem se soustředil na nalezení hrobek s mumiemi. Jeho metody vedly k ukončení spolupráce s britskými archeology, kteří s nimi nesouhlasili.
Caviglia strávil poslední léta svého života v Paříži, kde zemřel 7. září 1845.